# 팀버랜드
팀버랜드(영어: The Timberland Company)는 미국의 패션 브랜드로, 주로 캐주얼웨어를 취급한다. 미국의 세계적인 의류 및 신발 회사인 VF코퍼레이션이 소유하고 있다. 팀버랜드 신발은 실외용을 주로 판매한다. 또한 의류, 시계, 안경, 선글라스 및 가죽 제품도 판매하며, 가장 잘 알려진 제품은 바로 팀버랜드 부츠이다.
뉴햄프셔주의 스트래텀에 본사가 있다.